# لئو لمشیچ
لئو لمشیچ (کرواتی: Leo Lemešić؛ ۸ ژوئن ۱۹۰۸ – ۱۵ اوت ۱۹۷۸) بازیکن فوتبال اهل یوگسلاوی بود.
از باشگاه‌هایی که در آن بازی کرده‌است می‌توان به باشگاه فوتبال هایدوک اسپلیت اشاره کرد.
وی همچنین در تیم ملی فوتبال یوگسلاوی بازی کرده‌است.